# Nicolás Pareja
Nicolás Martín Pareja, noto anche con il diminutivo Nico (Buenos Aires, 19 gennaio 1984), è un ex calciatore argentino, di ruolo difensore.

## Caratteristiche tecniche
Gioca come difensore centrale, possiede una buona personalità, nell'impostare l'azione e portare su palla essendo dotato tecnicamente. Abile nel gioco aereo e negli inserimenti su palla inattiva, inoltre si destreggia bene sui calci piazzati.

## Carriera

### Club

#### Argentinos Jrs, Anderlecht, Spartak Mosca, Espanyol, Siviglia e Atlas Guadalajara

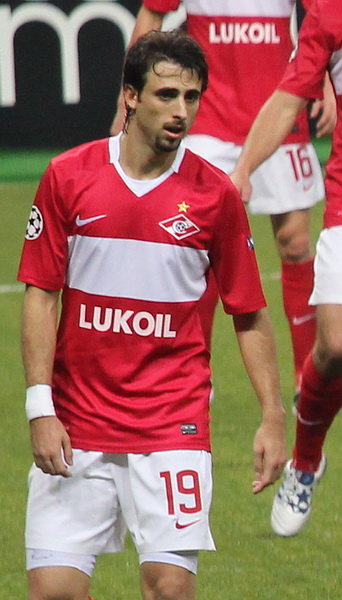
Pareja con la maglia dello Spartak Mosca nel 2010.

In precedenza ha vestito le maglie di Argentinos Juniors, Anderlecht, Espanyol che lascia nell'estate del 2010 per passare allo Spartak Mosca, dove rimane per tre stagioni in Russia per poi trasferirsi il 4 luglio 2013 in prestito con diritto di riscatto al Siviglia.
Il 23 giugno 2014 viene riscattato interamente dalla società andalusa per 2,5 milioni di euro, firmando un contratto triennale. Il 3 gennaio 2015 segna su punizione nella partita di campionato contro il Celta Vigo la sua prima rete in maglia andalusa. Il 23 aprile 2015 durante la sfida di UEFA Europa League contro lo Zenit, riporta la rottura del legamento crociato anteriore e distorsione di secondo grado del legamento laterale esterno del ginocchio destro, che lo costringerà ad uno stop di almeno 6 mesi. Il 22 agosto 2016, prolunga il suo contratto per altre tre stagioni, fino al giugno 2019 con il club andaluso. Nell'estate 2017 complice l'addio di Iborra, diventa ufficialmente il nuovo capitano dei Rojiblancos.. Il 24 agosto 2018 rescinde il suo contratto con la società andalusa. Complessivamente in cinque anni di militanza con il Siviglia, ha giocato 121 partite segnando 3 reti..
Il 26 agosto 2018 viene ingaggiato dai messicani dell'Atlas.

### Nazionale
Con la nazionale argentina Olimpica ha vinto la medaglia d'oro ai Giochi olimpici di Pechino 2008.
Debutta ufficialmente con la Seleccion il 17 novembre 2010 giocando titolare 90º nell'amichevole vinta (1-0) contro il Brasile.
Il 1º giugno 2011 viene inserito dal C.T. Batista nella lista dei 26 pre-convocati in vista della Coppa America..
Torna in nazionale, nell'agosto del 2017 a distanza di oltre sei anni, dall'ultima convocazione.

## Statistiche

### Presenze e reti nei club
Statistiche aggiornate al 17 marzo 2019.
| Stagione               | Squadra                | Campionato             | Campionato | Campionato | Coppe nazionali | Coppe nazionali | Coppe nazionali | Coppe continentali | Coppe continentali | Coppe continentali | Altre coppe | Altre coppe | Altre coppe | Totale | Totale |
| Stagione               | Squadra                | Comp                   | Pres       | Reti       | Comp            | Pres            | Reti            | Comp               | Pres               | Reti               | Comp        | Pres        | Reti        | Pres   | Reti   |
| ---------------------- | ---------------------- | ---------------------- | ---------- | ---------- | --------------- | --------------- | --------------- | ------------------ | ------------------ | ------------------ | ----------- | ----------- | ----------- | ------ | ------ |
| 2004-2005              | Argentinos Juniors     | PD                     | 15         | 0          | -               | -               | -               | -                  | -                  | -                  | -           | -           | -           | 15     | 0      |
| 2005-2006              | Argentinos Juniors     | PD                     | 34         | 2          | -               | -               | -               | -                  | -                  | -                  | -           | -           | -           | 34     | 2      |
| Totale Argentinos Jrs. | Totale Argentinos Jrs. | Totale Argentinos Jrs. | 49         | 2          |                 | -               | -               |                    | -                  | -                  |             | -           | -           | 49     | 2      |
| 2006-2007              | Anderlecht             | JL                     | 21         | 0          | CB              | 5               | 0               | UCL                | 4                  | 1                  | SB          | 0           | 0           | 30     | 1      |
| 2007-2008              | Anderlecht             | JL                     | 18         | 0          | CB              | 3               | 0               | UCL+CU             | 1+7                | 0+0                | SB          | 1           | 0           | 30     | 0      |
| Totale Anderlecht      | Totale Anderlecht      | Totale Anderlecht      | 39         | 0          |                 | 8               | 0               |                    | 12                 | 1                  |             | 1           | 0           | 60     | 1      |
| 2008-2009              | Espanyol               | PD                     | 30         | 3          | CR              | 3               | 0               | -                  | -                  | -                  | -           | -           | -           | 33     | 3      |
| 2009-2010              | Espanyol               | PD                     | 30         | 0          | CR              | 2               | 0               | -                  | -                  | -                  | -           | -           | -           | 32     | 0      |
| Totale Espanyol        | Totale Espanyol        | Totale Espanyol        | 60         | 3          |                 | 5               | 0               |                    | -                  | -                  |             | -           | -           | 65     | 3      |
| 2010                   | Spartak Moskva         | PL                     | 11         | 0          | CR              | 1               | 0               | UCL+UEL            | 5+0                | 0                  | -           | -           | -           | 17     | 0      |
| 2011-2012              | Spartak Moskva         | PL                     | 24         | 1          | CR              | 1               | 0               | UEL                | 2                  | 0                  | -           | -           | -           | 27     | 1      |
| 2012-2013              | Spartak Moskva         | PL                     | 12         | 2          | CR              | 0               | 0               | UCL                | 4                  | 0                  | -           | -           | -           | 16     | 2      |
| Totale Spartak Mosca   | Totale Spartak Mosca   | Totale Spartak Mosca   | 47         | 3          |                 | 2               | 0               |                    | 11                 | 0                  |             | -           | -           | 60     | 3      |
| 2013-2014              | Siviglia               | PD                     | 25         | 0          | CR              | 0               | 0               | UEL                | 12                 | 0                  | -           | -           | -           | 37     | 0      |
| 2014-2015              | Siviglia               | PD                     | 26         | 1          | CR              | 3               | 0               | UEL                | 7                  | 0                  | SU          | 1           | 0           | 37     | 1      |
| 2015-2016              | Siviglia               | PD                     | 2          | 0          | CR              | 0               | 0               | UCL+UEL            | 0                  | 0                  | SU          | 0           | 0           | 2      | 0      |
| 2016-2017              | Siviglia               | PD                     | 27         | 1          | CR              | 0               | 0               | UCL                | 6                  | 1                  | SU+SS       | 1+0         | 0           | 34     | 2      |
| 2017-2018              | Siviglia               | PD                     | 5          | 0          | CR              | 0               | 0               | UCL                | 4                  | 0                  | -           | -           | -           | 9      | 0      |
| lug.-ago. 2018         | Siviglia               | PD                     | 0          | 0          | CR              | 0               | 0               | UEL                | 2                  | 0                  | SS          | 0           | 0           | 2      | 0      |
| Totale Siviglia        | Totale Siviglia        | Totale Siviglia        | 85         | 2          |                 | 3               | 0               |                    | 31                 | 1                  |             | 2           | 0           | 121    | 3      |
| ago. 2018-2019         | Atlas                  | PD                     | 3          | 0          | CM              | 1               | 0               | -                  | -                  | -                  | -           | -           | -           | 4      | 0      |
| Totale carriera        | Totale carriera        | Totale carriera        | 283        | 10         |                 | 19              | 0               |                    | 54                 | 2                  |             | 3           | 0           | 359    | 12     |

### Cronologia presenze e reti in nazionale
| Cronologia completa delle presenze e delle reti in nazionale ― Argentina | Cronologia completa delle presenze e delle reti in nazionale ― Argentina | Cronologia completa delle presenze e delle reti in nazionale ― Argentina | Cronologia completa delle presenze e delle reti in nazionale ― Argentina | Cronologia completa delle presenze e delle reti in nazionale ― Argentina | Cronologia completa delle presenze e delle reti in nazionale ― Argentina | Cronologia completa delle presenze e delle reti in nazionale ― Argentina | Cronologia completa delle presenze e delle reti in nazionale ― Argentina |
| Data                                                                     | Città                                                                    | In casa                                                                  | Risultato                                                                | Ospiti                                                                   | Competizione                                                             | Reti                                                                     | Note                                                                     |
| ------------------------------------------------------------------------ | ------------------------------------------------------------------------ | ------------------------------------------------------------------------ | ------------------------------------------------------------------------ | ------------------------------------------------------------------------ | ------------------------------------------------------------------------ | ------------------------------------------------------------------------ | ------------------------------------------------------------------------ |
| 17-11-2010                                                               | Buenos Aires                                                             | Argentina                                                                | 1 – 0                                                                    | Brasile                                                                  | Amichevole                                                               | -                                                                        |                                                                          |
| Totale                                                                   |                                                                          | Presenze                                                                 | 1                                                                        |                                                                          | Reti                                                                     | 0                                                                        |                                                                          |

## Palmarès

### Club

#### Competizioni nazionali
- Campionato belga: 1

Anderlecht: 2006-2007
- Supercoppa belga: 1

Anderlecht: 2007
- Coppa del Belgio: 1

Anderlecht: 2007-2008

#### Competizioni internazionali
- UEFA Europa League: 3

Siviglia: 2013-2014, 2014-2015, 2015-2016

### Nazionale
- Oro olimpico: 1

Pechino 2008

### Individuale
- Squadra della stagione della UEFA Europa League: 1

2013-2014